# Blisterberget
Blisterberget är ett naturreservat i Arvidsjaurs kommun i Norrbottens län.
Området är naturskyddat sedan 2009 och är 1,2 kvadratkilometer stort. Reservatet omfattar större delen av berget med detta namn. Reservatet består av lövrik och tät barrblandskog med gran högst upp.